# Spiaggia di Cabeceira

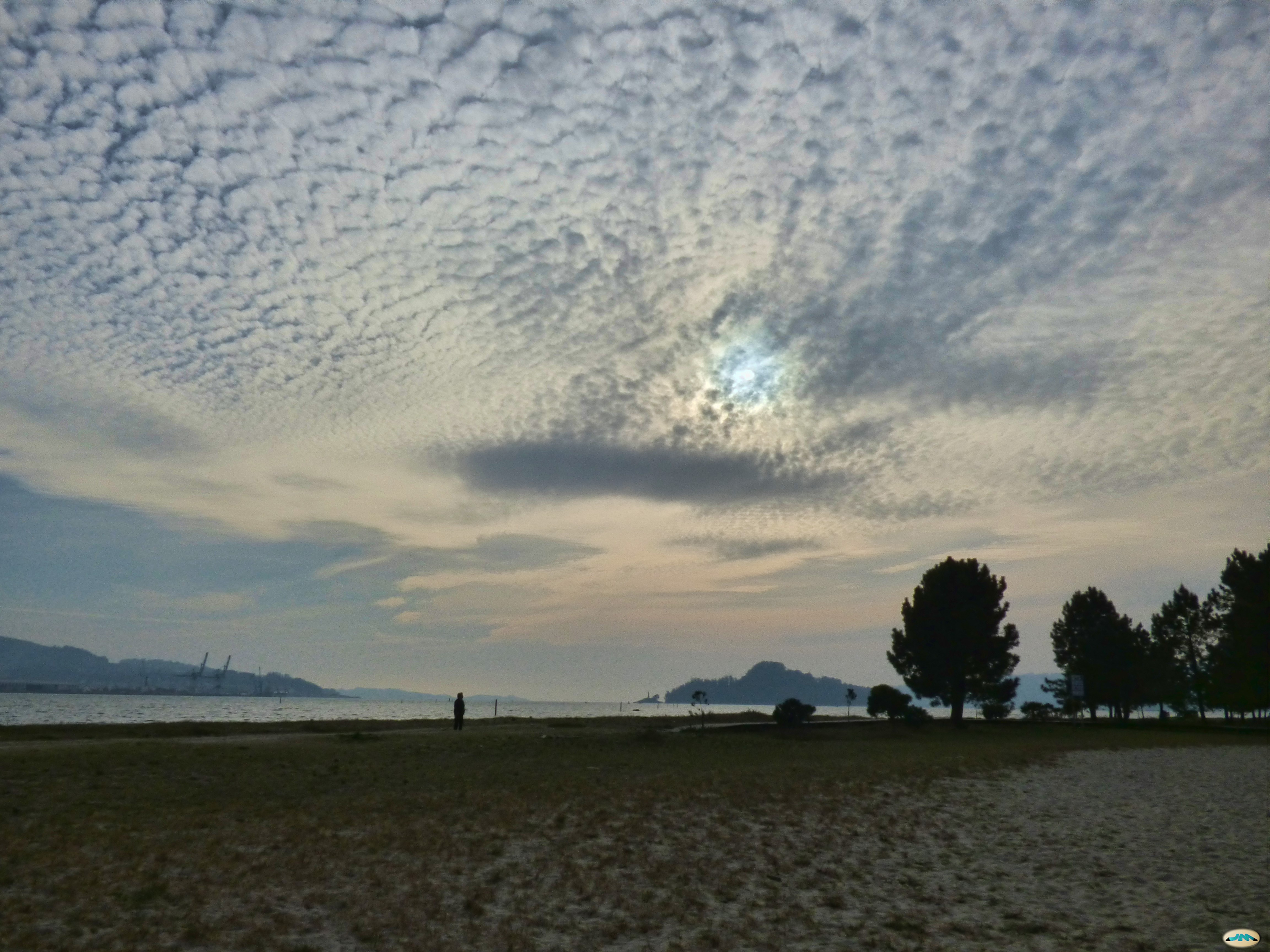
Spiaggia di Cabeceira

La spiaggia di Cabeceira è una spiaggia galiziana situata nel comune di Poio nella provincia di Pontevedra, in Spagna. Ha una lunghezza di 200 metri e si trova sulla ria di Pontevedra a 3 km dalla città di Pontevedra.

## Descrizione
È una spiaggia a forma di mezza conchiglia sulla ria di Pontevedra, circondata da una piccola pineta. La sabbia è bianca e fine ed è riparata dai venti con acque calme adatte al nuoto. Ha una vista privilegiata sull'isola di Tambo.
La bandiera blu vola lì.

## Accesso
Da Pontevedra, prendere la strada costiera PO-308 verso Sanxenxo. A un chilometro dal Ponte della Barca, prendere l'uscita verso Lourido alla rotonda e continuare sulla strada che porta alle spiagge, vicino al lungomare.

## Galleria d'immagini

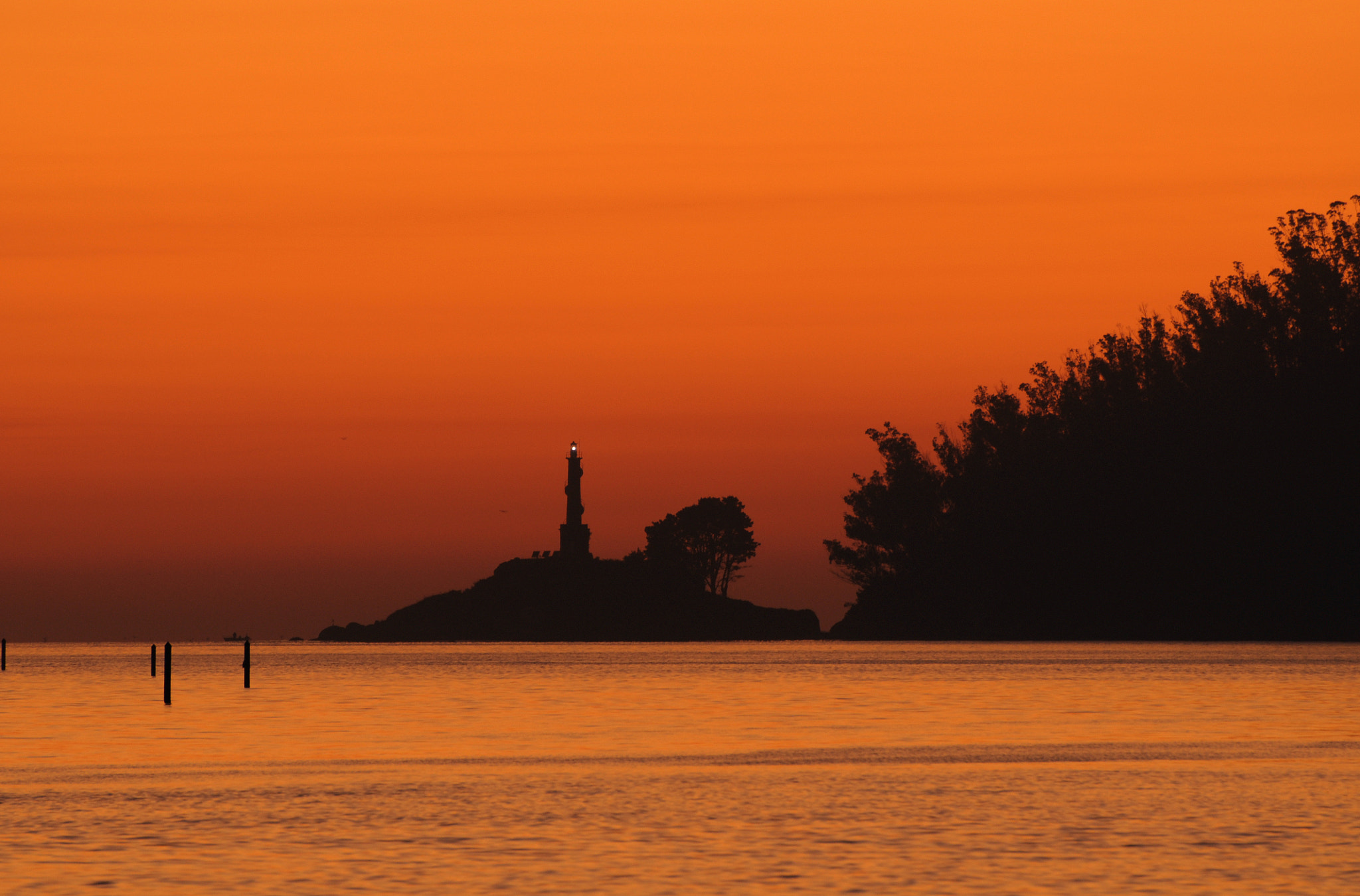
Isola di Tambo in fondo alla spiaggia di Cabeceira